# Frans Krätzig
Frans Krätzig (Norimberga, 14 gennaio 2003) è un calciatore tedesco, centrocampista del Salisburgo.

## Carriera

### Club
Nato a Norimberga, è entrato a far parte della principale squadra della città nel 2012, proveniente dal Post SV Nürnberg. Nel 2017 è entrato nel settore giovanile del Bayern Monaco, con cui ha firmato un contratto professionistico nel 2021.
Nel marzo del 2023 ha rinnovato il contratto di ulteriori due stagioni ed è stato aggregato al gruppo della prima squadra per la successiva tournée estiva.
Il 23 settembre ha debuttato in prima squadra sostituendo Alphonso Davies nell'incontro di Bundesliga vinto 7-0 contro il Bochum. Il 6 ottobre ha esteso il suo contratto fino al 2027.
Il 6 febbraio 2024 viene ceduto in prestito all'Austria Vienna.
Il 28 giugno 2024 viene ceduto in prestito allo Stoccarda.

### Nazionale
Ha giocato nella nazionali tedesche Under-20 ed Under-21.

## Statistiche

### Presenze e reti nei club
Statistiche aggiornate al 10 maggio 2025.
| Stagione                | Squadra                 | Campionato              | Campionato | Campionato | Coppe nazionali | Coppe nazionali | Coppe nazionali | Coppe continentali | Coppe continentali | Coppe continentali | Altre coppe | Altre coppe | Altre coppe | Totale | Totale | Totale |
| Stagione                | Squadra                 | Comp                    | Pres       | Reti       | Comp            | Pres            | Reti            | Comp               | Pres               | Reti               | Comp        | Pres        | Reti        | Pres   | Reti   |        |
| ----------------------- | ----------------------- | ----------------------- | ---------- | ---------- | --------------- | --------------- | --------------- | ------------------ | ------------------ | ------------------ | ----------- | ----------- | ----------- | ------ | ------ | ------ |
| 2022-2023               | Bayern Monaco II        | RL                      | 32         | 2          | -               | -               | -               | -                  | -                  | -                  | -           | -           | -           | 32     | 2      |        |
| 2023-feb. 2024          | Bayern Monaco II        | RL                      | 3          | 1          | -               | -               | -               | -                  | -                  | -                  | -           | -           | -           | 3      | 1      |        |
| Totale Bayern Monaco II | Totale Bayern Monaco II | Totale Bayern Monaco II | 35         | 3          |                 | -               | -               |                    | -                  | -                  |             | -           | -           | 35     | 3      |        |
| 2023-feb. 2024          | Bayern Monaco           | BL                      | 4          | 0          | CG              | 2               | 1               | UCL                | 1                  | 0                  | SG          | 0           | 0           | 7      | 1      |        |
| feb.-giu. 2024          | Austria Vienna          | BL                      | 14+3       | 1+0        | CA              | -               | -               | UECL               | -                  | -                  | -           | -           | -           | 17     | 1      |        |
| 2024-gen. 2025          | Stoccarda               | BL                      | 1          | 0          | CG              | 2               | 0               | UCL                | 0                  | 0                  | SG          | 1           | 0           | 4      | 0      |        |
| 2024-gen. 2025          | Stoccarda II            | 3L                      | 2          | 0          | -               | -               | -               | -                  | -                  | -                  | -           | -           | -           | 2      | 0      |        |
| gen.-giu. 2025          | Heidenheim              | BL                      | 16+2       | 1+0        | CG              | -               | -               | UECL               | -                  | -                  | -           | -           | -           | 18     | 1      |        |
| Totale carriera         | Totale carriera         | Totale carriera         | 77         | 5          |                 | 4               | 1               |                    | 1                  | 0                  |             | 1           | 0           | 83     | 6      |        |